# Liste der Bodendenkmäler in Obertaufkirchen
Auf dieser Seite sind die Bodendenkmäler in der oberbayerischen Gemeinde Obertaufkirchen zusammengestellt. Diese Tabelle ist eine Teilliste der Liste der Bodendenkmäler in Bayern. Grundlage ist die Bayerische Denkmalliste, die auf Basis des Bayerischen Denkmalschutzgesetzes vom 1. Oktober 1973 erstmals erstellt wurde und seither durch das Bayerische Landesamt für Denkmalpflege geführt wird. Die folgenden Angaben ersetzen nicht die rechtsverbindliche Auskunft der Denkmalschutzbehörde.

## Bodendenkmäler der Gemeinde Obertaufkirchen

### Bodendenkmäler in der Gemarkung Oberornau
| Lage                 | Objekt | Akten-Nr.     | Bild |
| -------------------- | --- | ------------- | ---- |
| Oberornau (Standort) | Untertägige spätmittelalterliche und frühneuzeitliche Befunde im Bereich der Katholischen Pfarrkirche St. Andreas in Oberornau und ihres Vorgängerbaus. Siehe auch: St. Andreas (Oberornau) | D-1-7739-0065 |      |
| Oberornau (Standort) | Abgegangenes Hofmarkschloss des Mittelalters und der frühen Neuzeit (Schloss Hofgiebing). Siehe auch: Hofmark Hofgiebing                                                                    | D-1-7739-0069 |      |
| Oberornau (Standort) | Untertägige spätmittelalterliche und frühneuzeitliche Befunde im Bereich der Kirche St. Johannes Baptist in Hofgiebing. Siehe auch: St. Johannes Baptist (Hofgiebing)                       | D-1-7739-0070 |      |

### Bodendenkmäler in der Gemarkung Obertaufkirchen
| Lage                       | Objekt | Akten-Nr.     | Bild |
| -------------------------- | --- | ------------- | ---- |
| Obertaufkirchen (Standort) | Abschnittsbefestigung des frühen Mittelalters (Bürg). | D-1-7739-0012 |      |
| Obertaufkirchen (Standort) | Verebnetes Grabenwerk vor- und frühgeschichtlicher Zeitstellung. | D-1-7739-0018 |      |
| Obertaufkirchen (Standort) | Obertägige und untertägige Teile des Konzentrationslagers Thalham (1944–1945). | D-1-7739-0052 |      |
| Obertaufkirchen (Standort) | Untertägige mittelalterliche und frühneuzeitliche Befunde im Bereich der Katholischen Pfarrkirche St. Magdalena und Martin in Obertaufkirchen und ihrer Vorgängerbauten.                                                               | D-1-7739-0062 |      |
| Obertaufkirchen (Standort) | Untertägige mittelalterliche und frühneuzeitliche Befunde im Bereich der Katholischen Filialkirche St. Stephan in Pfaffenkirchen. Siehe auch: St. Stephan (Pfaffenkirchen)                                                             | D-1-7739-0067 |      |
| Obertaufkirchen (Standort) | Untertägige mittelalterliche und frühneuzeitliche Befunde im Bereich der Katholischen Filialkirche St. Peter in Kirchkagen. Siehe auch: St. Petrus (Kirchkagen)                                                                        | D-1-7739-0076 |      |
| Obertaufkirchen (Standort) | Untertägige mittelalterliche und frühneuzeitliche Befunde im Bereich der Katholischen Filial- und Wallfahrtskirche Unserer Lieben Frau in Frauenornau und ihrer Vorgängerbauten. Siehe auch: Unsere Liebe Frau vom Trost (Frauenornau) | D-1-7739-0078 |      |
| Obertaufkirchen (Standort) | Untertägige spätmittelalterliche und frühneuzeitliche Befunde im Bereich der Katholischen Filialkirche St. Ulrich in Steinkirchen und ihres Vorgängerbaus. Siehe auch: St. Ulrich (Steinkirchen)                                       | D-1-7739-0080 |      |
| Obertaufkirchen (Standort) | Untertägige frühneuzeitliche Befunde im Bereich der Katholischen Wallfahrtskirche Hl. Mutter Anna in Annabrunn. Siehe auch: Wallfahrtskirche Hl. Mutter Anna (Annabrunn bei Schwindegg)                                                | D-1-7739-0162 |      |